# Diamond FC
El Diamond FC es un equipo de fútbol de Anguila que juega en la Liga de Fútbol de Anguila, la liga de fútbol más importante del país.

## Historia
Fue fundado en el año 2014 en la capital El Valle como uno de los equipos de expansión de la Liga de Fútbol de Anguila para la temporada 2014/15.
En esa temporada el club terminó en 6.º lugar entre 7 equipos, ganando solo dos partidos de los 12 disputados.
En la temporada siguiente tuvieron una mejoría, ya que terminaron en segundo lugar, aunque solo tomaron parte 5 equipos en la temporada por los retiros del Kicks United FC y el Attackers FC, terminando la temporada con 16 puntos.
| Temporada | Posición | Resultado  |
| --------- | -------- | ---------- |
| 2014-15   | 6.º      |            |
| 2015-16   | 2.º      | Subcampeón |
| 2016-17   | 6.º      |            |
| 2018      | 6.º      |            |
| 2020      | 7.º      |            |
| 2021      | 7.º      |            |
| 2022      | 8.º      |            |
| 2023      | 3.º      |            |

## Estadio
Es uno de los pocos equipos de fútbol en Anguila que no juega en el estadio de la Asociación de Fútbol de Anguila, sino que juega en el JRW Park, un pequeño estadio en la capital El Valle con capacidad para 200 espectadores.